# Herbert III de Vermandois
Herbert III, numerowany też jako Herbert IV tylko w ramach dynastii (fr. Heribert III; ur. prawdopodobnie w 954 – zm. między 993 a 1002) – hrabia Vermandois w latach 987–993/1002. Przedstawiciel dynastii Herbertynów, wywodzącej się od Bernarda Longobardzkiego, nieślubnego syna Pepina (syna Karola Wielkiego).
Najstarsze dziecko Alberta I oraz Gebergi, córki księcia Lotaryngii Gizelberta. Rodzeństwem jego ojca byli: Otton, sojusznik Ludwika IV Zamorskiego, Adela, żona Arnulfa I Wielkiego, Hugo, arcybiskup Reims, Herbert (III) Stary, hrabia Omois, Meux i Troyes, mąż Eadgifu (wdowy po Karolu III Prostaku i córki króla Wessexu Edwarda Starszego), Luitgarda, żona księcia Normandii Wilhelma I Długiego Miecza, Robert, hrabia Meaux i Troyes oraz Gwidon, hrabia Soissons. Jego bratem był Otto, hrabia Carignan i założyciel linii władającej w Chiny.
Herbert III objął władzę po śmierci swego ojca 8 września 987 roku. Tytułował się księciem Franków, co umieszczało go na trzecim miejscu w kraju po królu i księciu (diuku) Francji. W 990 roku założył wraz z żoną kościół kolegialny pod wezwaniem św. Jerzego w Saint-Florent à Roye. Ostatnia wzmianka o nim pochodzi z 993 roku.
Herbert III przed 987 ożenił się z Ermenegardis (prawdopodobnie z Bar-sur-Seine), córką Renarda. Po jego śmierci najpewniej wyszła ona za Milesa IV z Tonnerre – co świadczy o tym, że Herbert III zmarł przed 998 rokiem, gdyż wówczas zmarł Miles IV. Doczekali się trzech synów:
- Alberta II (985/990–1015/7), dziedzica hrabstwa, który abdykował przed 1010;
- Herberta IV (985/990–1045), kolejnego hrabiego po Albercie;
- Ludolfa, biskupa Noyon (bardziej prawdopodobne, że to brat Herberta III, a nie syn).